# Windsor (Wirginia)
Windsor – miasto w Stanach Zjednoczonych, w stanie Wirginia, w hrabstwie Isle of Wight.